# Cynoglossus monodi
Cynoglossus monodi är en fiskart som beskrevs av Chabanaud, 1949. Cynoglossus monodi ingår i släktet Cynoglossus och familjen Cynoglossidae. Inga underarter finns listade i Catalogue of Life.